# Graafschap Solms
Solms was een graafschap binnen het Heilige Roomse Rijk.
De eerste heren van Solms worden in 1129 vermeld met als zetel Solms-Oberdorf, later Burgsolms (1160).
Sinds 1226 zijn er graven van Solms bekend, die zich met moeite kunnen staande houden tegen de landgraven van Hessen.
Omstreeks 1250 treedt er een verdeling op:
- Hendrik II in Solms-Braunfels
- Marquard II in Solms-Burgsolms (uitgestorven 1415)
- Reinbold II in Solms-Königsberg (uitgestorven in 1363)

Ten gevolge van het huwelijk van graaf Otto (overleden 1410) met Agnes van Falkenstein werd in de jaren 1417, 1418, 1420 in gedeelten de erfenis van de heren van Falkenstein in de Wetterau verworven: Münzenberg, Lich, Wölfersheim, Södel, Hungen, Laubach (Hessen), Butzbach. De graven nemen deze bezittingen over van de heren van Hagen, Arnsburg en Münzenberg.
Na de dood van graaf Otto werd het gebied verdeeld:
- Bernhard II krijgt de kastelen Braunfels en Greifenstein, de stad Hungen en Wölfersheim. Hiermee is het graafschap Solms-Braunfels gevormd.
- Jan V krijgt Hohensolms, Laubach en Lich. Hiermee is het graafschap Solms-Lich gevormd.